# E (tal)
Talet e, Nepers tal eller Eulers tal är den matematiska konstant som utgör basen för den naturliga logaritmen, ln. Dess värde är ungefär lika med 2,71828. "e" fick sin nuvarande beteckning av Leonhard Euler och kallas efter honom ibland Eulers tal. Beteckningen Nepers tal syftar på John Napier. Talet är viktigt inom bland annat matematisk analys och förekommer lite varstans inom matematiken. Till exempel råder följande samband mellan nio av matematikens mest använda objekt:
{\displaystyle {\rm {e}}^{\mathrm {i} \pi }+1=0}
Objekten som avses är operationerna addition, multiplikation, exponentiering och relationen likhet, samt talen e, π, i, 1 och 0. Sambandet kallas Eulers identitet.

## Motivering
Derivatan till den generella exponentialfunktionen y = ax är definierad som gränsvärdet
{\displaystyle {\frac {d}{dx}}a^{x}=\lim _{h\to 0}{\frac {a^{x+h}-a^{x}}{h}}=\lim _{h\to 0}{\frac {a^{x}a^{h}-a^{x}}{h}}=a^{x}\left(\lim _{h\to 0}{\frac {a^{h}-1}{h}}\right)}
Gränsvärdet längst till höger är oberoende av variabeln x och beror endast av basen a. När basen är e, är gränsvärdet = 1 och med e som bas kan exponentialfunktionen ses som sin egen derivata:
{\displaystyle {\frac {d}{dx}}{\rm {e}}^{x}={\rm {e}}^{x}}
Således är exponentialfunktionen med basen e särskilt lämpad för analysen till skillnad från något annat tal, då denna bas förenklar beräkningar som involverar dess derivata.
Derivatan till loga(x) är gränsvärdet
{\displaystyle {\frac {d}{dx}}\log _{a}x=\lim _{h\to 0}{\frac {\log _{a}(x+h)-\log _{a}(x)}{h}}={\frac {1}{x}}\left(\lim _{u\to 0}{\frac {1}{u}}\log _{a}(1+u)\right),}
där substitutionen u = h/x gjordes i sista steget. Det sista gränsvärdet i denna beräkning är återigen ett obestämt gränsvärde som endast beror på basen a och om basen är e, är detta gränsvärde = 1. Det enklaste uttrycket för derivatan är således
{\displaystyle {\frac {d}{dx}}\log _{e}x={\frac {1}{x}}}
Logaritmen i detta speciella fall kallas den naturliga logaritmen.

## Definition och värde

Den naturliga logaritmens värde då x = e, ln(e), är lika med 1.

Talet e kan definieras på många sätt och det existerar ett stort antal metoder för att beräkna dess värde. Talet är till exempel bas för den naturliga logaritmen och är alltså en lösning till ekvationen
{\displaystyle \ln x=1},
som också kan skrivas på formen
{\displaystyle \int _{1}^{x}{1 \over t}\ dt=1}
Eftersom ln är strängt växande är e det enda reella tal x som uppfyller sambanden.
e kan också definieras som gränsvärdet
{\displaystyle {\rm {e}}=\lim _{n\rightarrow \infty }\left(1+{\frac {1}{n}}\right)^{n}}
vilket beror på sambanden
{\displaystyle \lim _{h\to 0}{\frac {{\rm {e}}^{h}-1}{h}}=1}
{\displaystyle \lim _{n\rightarrow 0}{\rm {e}}^{h}-1=h}
{\displaystyle {\rm {e}}=\lim _{n\rightarrow 0}(1+h)^{\frac {1}{h}}}
Sätt {\displaystyle {\frac {1}{h}}=n}, där {\displaystyle n\to \infty } då {\displaystyle h\to 0}
{\displaystyle {\rm {e}}=\lim _{n\rightarrow \infty }\left(1+{\frac {1}{n}}\right)^{n}}
De sju första elementen i talföljden 
{\displaystyle \left(1+{\frac {1}{n}}\right)^{n},\quad n=1\dots \infty \quad } är
{\displaystyle 2\quad 9/4\quad 64/27\quad 625/256\quad 7776/3125\quad 117649/46656\quad 2097152/823543}
eller i decimalform, avrundat till tre decimaler:
{\displaystyle 2\quad 2{,}250\quad 2{,}370\quad 2{,}441\quad 2{,}488\quad 2{,}522\quad 2{,}546}
Talföjden konvergerar tydligen ganska långsamt mot talet e.
Med hjälp av maclaurinutveckling är det möjligt att skriva exponentialfunktionen som en serie:
{\displaystyle {\rm {e}}^{x}=\sum _{n=0}^{\infty }{\frac {x^{n}}{n!}}}
där n! är fakulteten för n. Serien kan även användas för att ge en definition av exponentialfunktionen i det komplexa området och kan användas som motivering till Eulers formel.
I fallet då x = 1 ger serien värdet på e som
{\displaystyle {\rm {e}}=\sum _{n=0}^{\infty }{\frac {1}{n!}}}
Adderas de sju första termerna i serien
{\displaystyle 1+1+{\frac {1}{1\cdot 2}}+{\frac {1}{1\cdot 2\cdot 3}}+{\frac {1}{1\cdot 2\cdot 3\cdot 4}}+{\frac {1}{1\cdot 2\cdot 3\cdot 4\cdot 5}}+{\frac {1}{1\cdot 2\cdot 3\cdot 4\cdot 5\cdot 6}}\approx 2,718055}
fås en ganska god approximation till e (med tre korrekta decimaler) vars oändliga decimalutveckling börjar 2,718281828459045… och vars fortsättning inte har något känt mönster.

## Egenskaper

### Allmänt
Talet e är ett irrationellt tal, vilket innebär att det inte kan skrivas på formen a/b, där a och b är heltal. År 1873 bevisade Charles Hermite att talet e även är ett transcendent tal. Det var därmed det första exemplet på ett "naturligt förekommande" transcendent tal.
Den kanske viktigaste egenskapen hos talet e är att exponentialfunktionen, som den ger upphov till, är en fixpunkt till deriveringsoperatorn. Med andra ord är exponentialfunktionen opåverkad vid derivering:
{\displaystyle {d \over dx}({\rm {e}}^{x})={\rm {e}}^{x}}
Egenskapen leder till att e ofta förekommer vid derivering och integrering av exponentiella samband, vilket gör konstanten mycket användbar inom den matematiska analysen.

### Inom statistik
Det enklaste fallet av normalfördelning kallas standardnormalfördelning och beskrivs av täthetsfunktionen
{\displaystyle \phi (x)={\frac {1}{\sqrt {2\pi }}}\,{\rm {e}}^{-{\frac {\scriptscriptstyle 1}{\scriptscriptstyle 2}}x^{2}}}
Faktorn {\displaystyle {\frac {1}{\sqrt {2\pi }}}} är nödvändig för att den totala arean under kurvan ϕ(x) skall ha värdet 1. 1/2-faktorn i exponenten ger fördelningen variansen 1 (och därför också standardavvikelsen 1). ϕ(x) är symmetrisk kring x = 0, där den antar sitt maximala värde {\displaystyle {\frac {1}{\sqrt {2\pi }}}}.

### Komplexa tal
Den exponentiella funktionen ex kan skrivas som taylorserien
{\displaystyle {\rm {e}}^{x}=1+{x \over 1!}+{x^{2} \over 2!}+{x^{3} \over 3!}+\cdots =\sum _{n=0}^{\infty }{\frac {x^{n}}{n!}}}
Denna serie innehåller många viktiga egenskaper hos ex även när x är ett komplext tal och därför är den ofta använd för att utsträcka definitionen av ex till komplexa tal. Detta tillsammans med taylorserierna för de trigonometriska funktionerna sin och cos(x}, möjliggör en härledning av Eulers formel:
{\displaystyle {\rm {e}}^{\mathrm {i} x}=\cos x+\mathrm {i} \sin x,\,\!}
vilken gäller för alla x. Specialfallet med x = π är Eulers identitet:
{\displaystyle {\rm {e}}^{\mathrm {i} \pi }+1=0\,\!}
från vilken det följer att, i principalgrenen av logaritmen, är
{\displaystyle \ln(-1)=\mathrm {i} \pi .}
Vidare, med användning av lagar för exponentiering är
{\displaystyle (\cos x+\mathrm {i} \sin x)^{n}=\left({\rm {e}}^{\mathrm {i} x}\right)^{n}={\rm {e}}^{\mathrm {i} nx}=\cos(nx)+\mathrm {i} \sin(nx),}
vilket är de Moivres formel.

## Representationer

### Oändliga serier
Det finns ett stort antal oändliga serier för e:
{\displaystyle {\rm {e}}={\frac {1}{2}}\sum _{k=0}^{\infty }{\frac {k+1}{k!}}}
{\displaystyle {\rm {e}}=2\sum _{k=0}^{\infty }{\frac {k+1}{(2k+1)!}}}
{\displaystyle {\rm {e}}=\sum _{k=0}^{\infty }{\frac {3-4k^{2}}{(2k+1)!}}}
{\displaystyle {\rm {e}}=\sum _{k=0}^{\infty }{\frac {(3k)^{2}+1}{(3k)!}}}
{\displaystyle {\rm {e}}=\left[\sum _{k=0}^{\infty }{\frac {4k+3}{2^{2k+1}\,(2k+1)!}}\right]^{2}}
{\displaystyle {\rm {e}}=\left[-{\frac {12}{\pi ^{2}}}\sum _{k=1}^{\infty }{\frac {1}{k^{2}}}\ \cos \left({\frac {9}{k\pi +{\sqrt {k^{2}\pi ^{2}-9}}}}\right)\right]^{-1/3}}
{\displaystyle {\rm {e}}=\sum _{k=1}^{\infty }{\frac {k^{n}}{B_{n}(k!)}}} där {\displaystyle B_{n}} är Belltalen. Några exempel är:
{\displaystyle {\rm {e}}=\sum _{k=1}^{\infty }{\frac {k}{k!}}=\sum _{k=1}^{\infty }{\frac {1}{(k-1)!}}=\sum _{k=0}^{\infty }{\frac {1}{k!}}}
{\displaystyle {\rm {e}}=\sum _{k=1}^{\infty }{\frac {k^{2}}{2(k!)}}}
{\displaystyle {\rm {e}}=\sum _{k=1}^{\infty }{\frac {k^{3}}{5(k!)}}}
{\displaystyle {\rm {e}}=\sum _{k=1}^{\infty }{\frac {k^{4}}{15(k!)}}}
{\displaystyle {\rm {e}}=\sum _{k=1}^{\infty }{\frac {k^{5}}{52(k!)}}}
{\displaystyle {\rm {e}}=\sum _{k=1}^{\infty }{\frac {k^{6}}{203(k!)}}}
{\displaystyle {\rm {e}}=\sum _{k=1}^{\infty }{\frac {k^{7}}{877(k!)}}}

### Oändliga produkter
e kan också skrivas på flera sätt som en oändlig produkt:
{\displaystyle {\rm {e}}=2\left({\frac {2}{1}}\right)^{1/2}\left({\frac {2}{3}}\;{\frac {4}{3}}\right)^{1/4}\left({\frac {4}{5}}\;{\frac {6}{5}}\;{\frac {6}{7}}\;{\frac {8}{7}}\right)^{1/8}\cdots }
{\displaystyle {\rm {e}}=\left({\frac {2}{1}}\right)^{1/1}\left({\frac {2^{2}}{1\cdot 3}}\right)^{1/2}\left({\frac {2^{3}\cdot 4}{1\cdot 3^{3}}}\right)^{1/3}\left({\frac {2^{4}\cdot 4^{4}}{1\cdot 3^{6}\cdot 5}}\right)^{1/4}\cdots ,}
{\displaystyle {\rm {e}}={\sqrt[{1}]{\frac {2}{1}}}\cdot {\sqrt[{2}]{\frac {4}{3}}}\cdot {\sqrt[{4}]{\frac {6\cdot 8}{5\cdot 7}}}\cdot {\sqrt[{8}]{\frac {10\cdot 12\cdot 14\cdot 16}{9\cdot 11\cdot 13\cdot 15}}}\cdots }
{\displaystyle {\rm {e}}={\sqrt {3}}\cdot \prod \limits _{k=1}^{\infty }{\frac {\left(2k+3\right)^{k+{\frac {1}{2}}}\left(2k-1\right)^{k-{\frac {1}{2}}}}{\left(2k+1\right)^{2k}}}}
{\displaystyle {\rm {e}}={\frac {2\cdot 2^{(\ln(2)-1)^{2}}\cdots }{2^{\ln(2)-1}\cdot 2^{(\ln(2)-1)^{3}}\cdots }}.}

### Kedjebråk
Några kedjebråk för e är
{\displaystyle {\rm {e}}=2+{\cfrac {1}{1+{\cfrac {1}{\mathbf {2} +{\cfrac {1}{1+{\cfrac {1}{1+{\cfrac {1}{\mathbf {4} +{\cfrac {1}{1+{\cfrac {1}{1+\ddots }}}}}}}}}}}}}}=1+{\cfrac {1}{\mathbf {0} +{\cfrac {1}{1+{\cfrac {1}{1+{\cfrac {1}{\mathbf {2} +{\cfrac {1}{1+{\cfrac {1}{1+{\cfrac {1}{\mathbf {4} +{\cfrac {1}{1+{\cfrac {1}{1+\ddots }}}}}}}}}}}}}}}}}}.}
Följande kedjebråk konvergerar tre gånger snabbare:
{\displaystyle {\rm {e}}=1+{\cfrac {2}{1+{\cfrac {1}{6+{\cfrac {1}{10+{\cfrac {1}{14+{\cfrac {1}{18+{\cfrac {1}{22+{\cfrac {1}{26+\ddots \,}}}}}}}}}}}}}}.}
Andra kedjebråk är
{\displaystyle {\begin{aligned}{\frac {{\rm {e}}+1}{{\rm {e}}-1}}&=[2;6,10,14,\dots ]\\&={2+{\cfrac {1}{6+{\cfrac {1}{10+{\cfrac {1}{14+{\cfrac {1}{\;\,\ddots }}}}}}}}}\\&\approx 2,1639534137386\end{aligned}}}
{\displaystyle {\begin{aligned}{\rm {e}}&=2+{\cfrac {1}{1+{\cfrac {1}{2+{\cfrac {2}{3+{\cfrac {3}{4+{\cfrac {4}{5+{\cfrac {5}{6+{\cfrac {6}{7+{\cfrac {7}{8+\dotsb }}}}}}}}}}}}}}}}\end{aligned}}}
{\displaystyle {\begin{aligned}{{\rm {e}}^{z}}&=1+{\cfrac {z}{1-{\cfrac {1z}{2+z-{\cfrac {2z}{3+z-{\cfrac {3z}{4+z-{\cfrac {4z}{5+z-{\cfrac {5z}{6+z-{\cfrac {6z}{7+z-{\cfrac {7z}{8+z-\dotsb }}}}}}}}}}}}}}}}\end{aligned}}}     {\displaystyle (z\in \mathbb {C} )}

### Gränsvärden
Ett simpelt korollarium av Stirlings formel
{\displaystyle n!\sim {\sqrt {2\pi n}}\,\left({\frac {n}{\rm {e}}}\right)^{n}}
är 
{\displaystyle {\rm {e}}=\lim _{n\to \infty }{\frac {n}{\sqrt[{n}]{n!}}}}.
Andra gränsvärden är
{\displaystyle {\rm {e}}=\lim _{n\to \infty }({\sqrt[{n}]{n}})^{\pi (n)}}
{\displaystyle {\rm {e}}=\lim _{n\to \infty }{\sqrt[{n}]{n\#}}}
{\displaystyle {\rm {e}}=\lim _{n\to \infty }\left[{\frac {(n+1)^{n+1}}{n^{n}}}-{\frac {n^{n}}{(n-1)^{n-1}}}\right]}
där π(n) är primtalsfunktionen och n# betecknar primorial.

## Historik
Den första publikationen med kopplingar till e är John Napiers verk om logaritmer från år 1618. Verket inkluderar ett appendix som innehåller en tabell över värdet på ln(x) för ett antal x. Själva talet e nämns dock inte. Även andra 1600-tals-matematiker, till exempel Nicolaus Mercator – som införde begreppet naturlig logaritm i sitt verk Logarithmotechnia, använde sig av logaritmer med bas e utan att konstanten dök upp. Talet upptäcktes först 1683 i samband med att Jakob Bernoulli försökte beräkna sammansatt ränta i fall då beloppet uppdateras kontinuerligt istället för periodiskt. Problemet gav upphov till gränsvärdet
{\displaystyle \lim _{n\rightarrow \infty }\left(1+{\frac {1}{n}}\right)^{n}}
Bernoulli kom fram till att uttryckets värde måste ligga mellan 2 och 3, men hittade inte det exakta värdet (som är e). Den första kända användningen av konstanten var år 1690 i ett brev från Gottfried Wilhelm Leibniz till Christiaan Huygens, där Leibniz använde sig av beteckningen b. Leonhard Euler ligger bakom den nuvarande standardbeteckningen, som han använde första gången år 1731 i ett brev till Christian Goldbach.

## Typografisk aspekt
Enligt den svenska standarden SS 03 61 07 (Grafisk teknik – Sättningsregler – Matematik och kemi) ska e som beteckning för den naturliga logaritmen inte skrivas i kursiv stil, då den är en matematisk konstant och inte en variabel. Detta följs dock inte i någon större utsträckning, då konstanter också ofta skrivs i kursiv stil.